# Marco Caselli Nirmal
Marco Caselli Nirmal (Ferrara, 17 maggio 1957) è un fotografo italiano che si occupa di: musica, teatro, danza, architettura, design industriale. La sua carriera comprende mostre in varie città italiane e pubblicazioni fra cui spicca quella curata dall'Istituto per i Beni Artistici, Culturali e Naturali della Regione Emilia-Romagna.

## Biografia
Ha studiato Architettura all'Università di Venezia. Inizia l'attività di fotografo nel 1977, interessato agli ambiti dell'architettura e del design dove si relaziona subito con il lavoro di Nanda Vigo con cui collabora dal 1978 al 1985, amplia successivamente questi interessi indirizzandoli verso la danza, il teatro, la musica e l'arte contemporanea, approfondendo così il rapporto specifico tra fotografia e teatro.
La fotografia di Marco Caselli Nirmal, nella sua relazione diretta col teatro in quanto evento e spazio scenico, assume una peculiare identità espressiva, capace di includere e insieme di superare i diversi piani di rappresentazione.
Marco Caselli Nirmal collabora con i maggiori artisti italiani e internazionali per i quali ha firmato un grande numero di copertine di dischi, manifesti teatrali, foto di scena.
Nel 1981 Caselli avvia una significativa collaborazione con Paolo Natali, etnomusicologo e vicedirettore del Teatro Comunale di Ferrara con il quale allestisce la mostra documentaria dedicata a Béla Bartók.
Collaborazione che continua fino alla scomparsa prematura di Natali, nel 1986, ma che «incide durevolmente nella consapevolezza di un'antropologia dell'immagine derivata dalla passione per l'orchestra, l'amore per la ricerca etnografica, l'etnomusicologia legata al patrimonio culturale antico di tradizione orale popolare».
Oltre all'aspetto fotografico operativo inteso come abilità tecnica del fotografare la musica, Caselli sviluppa grazie all'incontro con Paolo Natali, un orizzonte formativo nella «capacità di svelare l'orchestra come dispositivo fotografico».
Dal 1990 è stato fotografo ufficiale del maestro Claudio Abbado in tournée concertistiche con le orchestre dei Berliner Philharmoniker, Wiener Philharmoniker della Chamber Orchestra of Europe, della Mahler Chamber Orchestra, della Gustav Mahler Jugendorchester l'Orchestra Mozart Lucerne festival Orchestra, l'Orchestra nazionale giovanile Simon Bolivar del Venezuela, e per gli allestimenti lirici andati in scena al Teatro Comunale di Ferrara: Il Viaggio a Reims /Luca Ronconi/Gae Aulenti, 1992; Le nozze di Figaro /J.Miller/Davison, 1994; Don Giovanni /Mariani/Balò, 1997; Falstaff /Miller/Kapplmüller, 1999; Così fan tutte /Martone/Tramonti, nel 2000 e 2004; Flauto Magico /Abbado/Gragori, 2005; Fidelio /Abbado/Kraus/Balò, 2008.
Sua la documentazione fotografica del nuovo Auditorium del Parco di Renzo Piano, sorto all'interno del parco del Forte spagnolo a L'Aquila, da un'idea di Claudio Abbado, inaugurato nel 2012.
Marco Caselli Nirmal ha svolto occasionalmente attività di formazione, ha collaborato con il Dipartimento di Architettura e Analisi della Città/UNIROMA, Facoltà di Magistero Università di Siena, Brookes University di Oxford facoltà di Architettura dipartimento di Interni.

## Archivio e Fondo fotografico d'autore
Nel corso di quaranta anni di attività, Marco Caselli Nirmal ha raccolto e organizzato un archivio fotografico poderoso, che raccoglie una memoria teatrale che spazia fra i diversi generi dello spettacolo dal vivo, comprendendo le maggiori esperienze artistiche di fine Novecento e del nuovo millennio: dal Living Theatre a Tadeusz Kantor, da Claudio Abbado a John Cage, da Luca Ronconi a Nekrosius, da Marco Paolini a Umberto Orsini, da Roberto Benigni a William Forsythe, Fabrizio Gifuni, Babilonia Teatri, Socìetas Raffaello Sanzio, Pina Bausch, Marina Abramović, Sasha Waltz, Toni Servillo. Un archivio che raccoglie la documentazione fotografica di oltre 10.000 spettacoli per un totale di oltre un milione di scatti.
La sua attività rende possibile la costituzione di un "Fondo fotografico" in evoluzione, di indubbio valore storico e artistico, unico in Italia e raro in Europa.

## Attività
Rapporti continuativi con teatri, centri d'arte contemporanea, rassegne:
- Teatro Comunale di Ferrara "claudio Abbado" Teatro Comunale di Ferrara "claudio Abbado" dal 1979 e attualmente in corso;
- Sala Polivalente/Centro Video Arte del Palazzo dei Diamanti diretta da Lola Bonora, dal 1977 al 1985;
- Galleria d'Arte Moderna di Ferrara diretta da Franco Farina, dal 1978 al 1985;
- Festival musicale "Aterforum", 1981;
- Ferrara Musica, dal 1989;
- Archivio de' "Iteatri" di Reggio Emilia dal 2003;
- Teatro De Micheli di Copparo dal 2003;
- "Compagnia del Pratello" diretta da Paolo Billi presso l'Istituto Penale Minorile di Bologna dal 1997 al 2015.

## Collaborazioni
Numerose le collaborazioni con enti culturali, orchestre, case discografiche, compagnie teatrali e di danza, centri di produzione teatrale, festival musicali e teatrali in Italia e all'estero:
- Teatro Comunale "Claudio Abbado" di Ferrara
- Emilia-Romagna Teatro
- I Teatri di Reggio Emilia
- Premio Scenario (fino al 2016)[2];
- Deutsche Grammophon
- TeatroDue di Parma
- Marco Paolini
- GianMaria Testa
- Regione Emilia Romagna
- Teatro Nucleo
- Babilonia Teatri
- Giuseppe Cederna
- Isabella Bordoni
- Compagnia Orsini
- Orchestra Mozart14
- Francesca Pennini/Collettivo Cinetico
- Fabbrica Europa
- Azienda Acer Ferrara
- Meis / Museo Nazionale dell'Ebraismo Italiano e della Shoah

## Mostre
Autore di mostre in teatri e spazi pubblici, a partire dalla fine degli anni ottanta svolge intensa attività espositiva nell'ottica di una ibridazione tra spazi urbani e luoghi della rappresentazione:
- Il Viaggio a Reims. Memorie di uno spettacolo, Le immagini fotografiche di Marco Caselli Nirmal per una mostra fotografica e un catalogo, dedicati alla celebre realizzazione dell'opera di Rossini. Opera realizzata a Pesaro nel 1984 con la direzione di Claudio Abbado, la regia di Luca Ronconi e le scene di Gae Aulenti, riproposta nel febbraio del 1992 a Ferrara con Claudio Abbado alla guida della Chamber Orchestra of Europe e di un cast di altissimo livello.

Ferrara, Ridotto del Teatro Comunale Claudio Abbado, dal 18 gennaio al 24 marzo 2019.
Bologna, Museo internazionale biblioteca della Musica, dal 28 marzo al 5 maggio 2019.
L'esposizione è inserita nel calendario delle iniziative realizzate in occasione del quinto anniversario della scomparsa di Claudio Abbado, avvenuta il 20 gennaio 2014, dal titolo "Grazie Claudio!"

- Qui ci sei anche tu! Paesaggi immaginari, con testo di presentazione di Massimo Marchetti. Hotel Torre della Vittoria, Ferrara, 2018.
- Luz/Negra – fotografia e teatro in Italia (1946-2018), Museo Nazionale di Teatro e Danza di Lisbona, 2018.
- Theoria degli affetti | Abitare le conseguenze,[4] all'interno del progetto omonimo di Isabella Bordoni, Vignola (Mo) 2017.
- Theater und das Problem der Zeit / Il teatro e il problema del tempo,[5], cura di Alien productions (Breindl, Math, Sodomka), Vienna, 2016. Schloss Wolkersdorf, Galerie 2, all'interno di Fotoflus, collettiva con Armin Bardel, Jack Hauser/Sabina Holzer, Rupert Larl, Pietro Pellini, Karen Stuke, Christoff Wiesinger.
- Atelier, Galleria Cloister, con testo di presentazione di Isabella Bordoni, Ferrara, 2016;
- Architetture del pensiero. Suggestioni teatrali tra Ludovico Ariosto e Biagio Rossetti, Ferrara 2016;
- CLAUDIO ABBADO / FARE MUSICA INSIEME, a cura di Alfredo Albertone.

Oltre 200 scatti esposti all'Opera di Firenze, a firma di grandi fotografi internazionali: con Marco Caselli Nirmal, presenti Cesare Colombo, Silvia Lelli, Roberto Masotti, Georg Anderhub, Priska Ketterer, Peter Fischli, Cordula Groth, Graziano Arici, Gianni Berengo Gardin, Ferdinando Scianna, Alfredo Anceschi, Marcello Mencarini, Vivianne Pourdom, Mauro Vallinotto, Fred Toulet, Rafa Martin, Mattia Zoppellaro, Margherita Lazzati, accanto alle foto dell’Archivio del Festival di Lucerna, dell’Archivio Teatro alla Scala, dell’Archivio Lotti, della Contrasto/Magnum Photos, Getty e Corbis. Su 200 fotografie in mostra, oltre 100 quelle di Marco Caselli Nirmal. Firenze, 2015;
- 12 scatti d'Autore per i 50 anni del Teatro Comunale 1964-2014, Ferrara 2014;
- Teatro quotidiano: le persone e lo spazio, 2013/14;
- È al buio che la realtà si illumina, dedicata a Michelangelo Antonioni, Ferrara 2012;
- VISIONI/La Danza Italiana, 2011;
- Omaggio a Pina Bausch, 2010;
- 10 anni della Mahler Chamber Orchestra, Ferrara, Francoforte, Colonia, Berlino 2007;
- Enemy in the figure, immagini da una coreografia di William Forsythe 2007;
- I Ragazzi della Compagnia del Pratello, documentazione delle attività laboratoriali e degli spettacoli della compagnia teatrale dell'Istituto Penale Minorile, Bologna, 2007;
- La Città della musica/CDM 5.0, Ferrara, 2008;
- La Città della musica/CDM 4.0, Ferrara, 2007;
- La Città della musica/CDM 3.0, Ferrara, 2007;
- La Città della musica/CDM 2.0, Ferrara, 2006;
- Il Tempo fotografico – Sette Variazioni dalla Città della Musica, Ferrara, 2003;
- La Città della Musica, 2003 - Ferrara Aterforum - Padiglione d'arte contemporanea PAC, 2003 - REC Reggio Emilia Contemporanea, 2003 - Orvieto Fotografia, 2004;
- Sonorità visive 5 anni di concerti di Ferrara musica - Musica Incontri, Fiera di Ferrara, 1995 - Salone della Musica Torino Lingotto, 1997;
- I Giardini del Silenzio, Teatro anatomico del Palazzo Paradiso Ferrara. Aterforum Festival, 1994;
- I fili della Memoria, 1991;
- Antigone - Living Theatre, 1989;
- Attimi in scena 1987-1997, mostra dedicata alla musica, allo spazio scenico e ai maestri del pensiero teatrale.

## Pubblicazioni
Nel 2013 l'IBC Istituto per i Beni Artistici, Culturali e Naturali della Regione Emilia-Romagna, dedica al lavoro trentennale di Marco Caselli, il volume Teatro per immagini. Le stagioni teatrali nell'Archivio fotografico del Teatro Comunale di Ferrara (1964-2012) a cura di Giuseppina Benassati e Roberta Cristofori, con una presentazione di Claudio Abbado.
Dalla presentazione di Claudio Abbado: Aggiunge valore alla raccolta il fatto che, a partire dal 1980, la documentazione fotografica sia quasi interamente firmata da Marco Caselli Nirmal, fotografo di grande qualità, con cui ho collaborato in occasione delle produzioni liriche e dei concerti che ho diretto a Ferrara.
Al di là dell'eccellenza delle immagini, lo sguardo attento e profondo con cui è indagato ogni momento della vita teatrale aiuta a capire come il teatro sia cambiato in questi decenni e a riconoscerne le linee di continuità. Invita a cogliere nelle immagini i segnali del nuovo e rivela promesse per il futuro più prossimo. Nella tensione al rinnovamento che nasce dalla conoscenza del passato è il valore di un archivio.

Tra le altre pubblicazioni: 
- Il Viaggio a Reims. Memorie di uno spettacolo, a cura di Giuseppina Benassati e Roberta Cristofori[8]

- Vajont 9 ottobre '63: orazione civile composizione e regia: Marco Paolini, Gabriele Vacis; regia televisiva: Antonio A. Moretti; Roma: Gruppo editoriale L'espresso, 2010. 1 DVD-Video Produzione televisiva RAI, 1997;
- Ma questo è il teatro? di Marilisa Calò e Valeria Gasparrini - Giunti Editore, 2005;
- Pensare la danza di Marinella Guatterini - collaborazione per 50 immagini pubblicate - Mondadori editore, 2008; Storia del Living Theatre - Conversazioni con Judith Malina a cura di Cristina Valenti, percorso fotografico il Living Theatre a colori 32 pagine fuori testo di foto inedite e con un intervento di Judith Malina[9] - Titivillus Edizioni, 2008;
- Il suono in figure - Pensare con la musica di Giorgio Rimondi, Scuola di Cultura Contemporanea Mantova, 2008;
- Le città del dottor Malaguti di Roberto Pazzi, percorso fotografico del romanzo, Corbo Editore, 2008;
- La terza vita di Leo - Gli ultimi vent'anni del teatro di Leo de Berardinis a Bologna riproposti da Claudio Meldolesi, con Angela Malfitano e Laura Mariani e con ‘cento’ testimoni, 2010;
- Il teatro è come una città: una sperimentazione educativa attraverso città invisibili di Cristina Gualandi, illustrazioni di Lorella Rizzatti, fotografie di Marco Caselli Nirmal, Trento: Erickson live, 2010.

- Sue fotografie sono pubblicate da case editrici e testate italiane e straniere.
- Dal 1993 pubblica con la casa discografica Deutsche Grammophon.
- Dal 2016 collabora con "Amadeus" rivista specializzata di Musica.

Hanno parlato e scritto del suo lavoro su quotidiani, riviste specializzate, media radiotelevisivi, online, tra gli altri:  Helmut Failoni (Il Corriere), Filippo Vendemmiati (Rai3 Regione Emilia-Romagna), Giovanna Greco (Rai Storie TG3 e TG2), Giuseppina Benassati, Isabella Bordoni, Laura Mariani, Cristina Valenti, Massimo Marchetti, Massimo Marino.

## Citazioni
Sul valore storico-documentario del lavoro di Caselli, si legge in "Storia del Living Theatre - Conversazioni con Judith Malina" a cura di Cristina Valenti, storica del teatro e docente DAMS Università di Bologna: Le fotografie di Marco Caselli Nirmal rappresentano un eccezionale documento della storia del Living Theatre in un'epoca in cui il colore era ancora poco utilizzato per le fotografie di spettacolo. In particolare le immagini del 1977 sono da considerare tracce di una memoria visiva poco conosciuta e testimonianza viva e "cromatica" della vita e degli spettacoli del gruppo teatrale americano. I 30 scatti in mostra ritraggono i lavori di Judith Malina e Julian Beck in suggestivi "frammenti visivi" che lo spettatore non sempre ha potuto cogliere ma che lo scatto fotografico ha fermato, estraendoli dal buio e rivelando architetture, disegni spaziali, passaggi meno evidenti. Gli scatti sono stati riportati alla luce grazie a un lavoro di restauro digitale, reso possibile dalle recenti tecnologie..

## Osservatorio critico
Nel 2014 nasce un osservatorio informale e intergenerazionale coinvolto in sessioni di ricerca, osservazione e critica intorno a "Marco Caselli Nirmal - Archivio e Fondo fotografico d'Autore", ne fanno parte con Isabella Bordoni/autrice e artista, curatrice indipendente che lo ha avviato: Valentina Angeleri/DATA Sharing Archives, curatrice indipendente; Laura Mariani/storica del teatro; Karianne Fiorini/archivista, curatrice e co-fondatrice di Home Movies - Archivio Nazionale del Film di Famiglia (Bologna); Gianmarco Torri/CTU Unimi, saggista, co-fondatore di Home Movies - Archivio Nazionale del Film di Famiglia (Bologna), Massimo Marchetti, studioso e critico dell'arte.